# Burgstall Bürglein

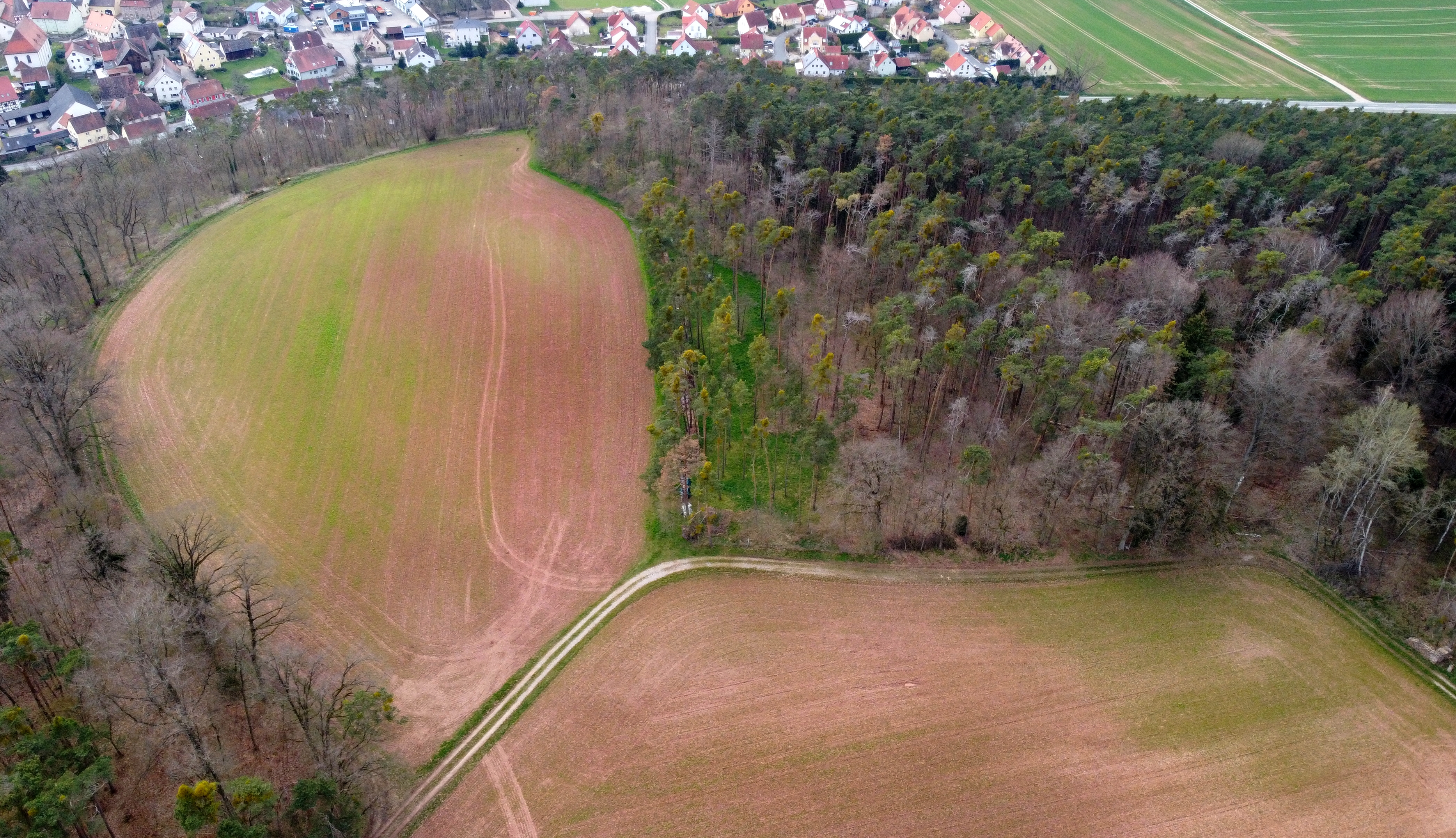
Luftbild des Burgstalls Bürglein aus Richtung Osten.

Der Burgstall Bürglein ist eine abgegangene mittelalterliche Höhenburg auf dem Weinberg (Burgstallberg) bei 385 m ü. NHN etwa 300 Meter nordöstlich von Bürglein, einem heutigen Gemeindeteil von Heilsbronn im Landkreis Ansbach in Bayern.
1268 wurde die Burg neben anderen sulzburgischen Gütern an das Kloster Heilsbronn verkauft, wohl nachdem Konrad von Bürglein, der sich auch von Sulzburg nannte, frühzeitig verstorben war. Dessen Töchter Adelheid und Petrissa waren mit Heinrich und Hiltpolt von Stein, Söhnen des Heinrich II. von Rothenburg (einer Nebenlinie der Herren Geben) und von dessen Ehefrau Gertrud de Lapide (von Stein), verheiratet. Eine dritte Tochter Konrads, deren Name nicht überliefert ist, hatte 1266 noch einen unmündigen Sohn, Arnold von Bürglein. Dies geht aus einem Rechtsstreit aus diesem Jahr hervor. Der Hintergrund war, dass, nachdem der Heilsbronner Abt Rudolf ein Gut in Bertholdsdorf, welches zuvor von dem Nürnberger Mundschenken Heinrich II. von Rothenburg und dessen Gattin Gertrud dem Kloster Heilsbronn gestiftet worden war, durch ein anderes Gut tauschen wollte. Daraufhin legte der Vormund Arnolds von Bürglein, Konrad von Altdorf, erfolgreich Einspruch ein, der daraufhin eine finanzielle Entschädigung erwirkte. Bald nach dem Verkauf soll die Burg abgetragen und im Jahr 1337 sollen die Steine zum Bau des Wasserschlosses Bonnhof verwendet worden sein.
Die ehemalige Burganlage zeichnet sich im Gelände als ovales Areal von ca. 270 × 170 m Größe am westlichen Steilabfall einer Hochfläche ab. Erkennen lässt sie sich nur noch anhand der künstlich versteilten Abbruchkanten an den Rändern. Im digitalen Geländemodell lässt sich im Osten noch ein breiter, verpflügter Wall erahnen.